# Зона Б-3
„Зона Б-3“ е градоустройствена зона на Центъра на град София, България, разположена в северозападната му част.
Тя се намира между булевардите „Христо Ботев“, „Александър Стамболийски“, „Сливница“ и улица „Опълченска“, включвайки източната половина на стария квартал „Ючбунар“ с площ около 0,39 km². Разположен е между кварталите „Зона Б-5-3“ на юг и „Банишора“ на север, западно от „Зона Б-2“ и източно от „Зона Б-4“.
В зоната се намират 18-то, 32-ро и 46-то училище, както и НПГПТО „М.В. Ломоносов“.

## Улици и произход на имената им
| Път                       | Наречен на                                              | Местоположение |
| ------------------------- | ------------------------------------------------------- | -------------- |
| „Александър Стамболийски“ | Александър Стамболийски (1879 – 1923), политик          | Карта          |
| „Екзарх Антим І“          | Антим I (1816 – 1888), духовник                         | Карта          |
| „Иларион Макариополски“   | Иларион Макариополски (1812 – 1875), духовник           | Карта          |
| „Опълченска“              | Българско опълчение, доброволческа част в руската армия | Карта          |
| „Отец Паисий“             | Паисий Хилендарски (1722 – 1783), духовник              | Карта          |
| „Пиротска“                | Пирот, град в Източна Сърбия                            | Карта          |
| „Пордим“                  | Пордим, град в Плевенско                                | Карта          |
| „Св. св. Кирил и Методий“ | Кирил и Методий, духовници                              | Карта          |
| „Сливница“                | Сливница, град в Софийско                               | Карта          |
| „Софроний Врачански“      | Софроний Врачански (1739 – 1813), духовник              | Карта          |
| „Средна гора“             | Средна гора, планина в Централна България               | Карта          |
| „Странджа“                | Странджа, планина в България и Турция                   | Карта          |
| „Тодор Александров“       | Тодор Александров (1881 – 1924), революционер           | Карта          |
| „Христо Ботев“            | Христо Ботев (1848 – 1876), поет и революционер         | Карта          |
| „Цар Симеон“              | Симеон I (864 – 927), български владетел                | Карта          |